# ماريا أنتونيتا كولينز
ماريا أنتونيتا كولينز (بالإسبانية: María Antonieta Collins)‏ هي صحفية مكسيكية، ولدت في 12 مايو 1952 في كواتزاكوالكوس في المكسيك.

## وصلات خارجية
- ماريا أنتونيتا كولينز على موقع IMDb (الإنجليزية)